# Louis-Constant Fleming
Pour les articles homonymes, voir Fleming.
Louis-Constant Fleming, né le 1er décembre 1946 à Saint-Martin, est une personnalité politique française de Saint-Martin.

## Biographie
Il est le fils de Louis-Constant Fleming (1898-1949) qui fut maire de Saint-Martin de 1925 à 1949 et conseiller général de 1946 à 1949 et d'Yvette Alexina Beauperthuy (1916-…). Ses grands-pères, Charles Daniel Beauperthuy et Louis Emmanuel Fleming, furent successivement maires de Saint-Martin. Son oncle, Hughes Élie Fleming, fut maire et conseiller général de Saint-Martin de 1949 à 1959, puis maire de 1977 à 1983.
Il fait ses études : primaires à Sint Maarten, secondaires à Montréal (Canada) et universitaires à la faculté de droit de Montpellier (1968-1970).
Louis-Constant Fleming est adjoint au maire de Saint-Martin de 1977 à 1989, puis conseiller municipal (tête de liste Rassemblement des Saint-Martinois) de 1989 à 1995 et à nouveau conseiller municipal (tête de liste USM) de 2001 à 2002.
Il est conseiller régional de Guadeloupe de 1986 à 1992, puis conseiller général de Guadeloupe de 1992 à 1998 et à nouveau de 2004 à 2007.
Le 15 juillet 2007, il est élu premier président du conseil territorial de Saint-Martin. Il est déclaré inéligible à ce poste pour un an et quitte son poste le 25 juillet 2008.
Le 21 septembre 2008, il est élu sénateur de Saint-Martin, par 17 voix sur 24 grands électeurs. Dirigeant du parti local Union pour le progrès, il est, au Sénat, membre du groupe parlementaire Union pour un mouvement populaire.
Le 14 septembre 2010, il est débarqué du conseil d'administration  de la Société d’Économie Mixte de Saint-Martin (SEMSAMAR) dont il fut un des membres fondateurs en 1985 et le premier président jusqu’en 1989. 
Le 27 décembre 2013 le sénateur Fleming annonce sa démission de son mandat de sénateur à la date du 31 décembre, se retirant par la même occasion de la vie politique. Il justifie son choix en invoquant à la fois la santé de sa mère très âgée résidant loin de Paris et sa déception du devenir de la réforme statutaire de Saint-Martin. Cependant, plusieurs observateurs de la vie politique ,, ont estimé que la vraie raison de fond ayant provoqué sa démission fut l'obligation faite aux sénateurs de déclarer publiquement l'ensemble de leur patrimoine, ceci à partir du 1er janvier 2014 (soit dès le lendemain de sa démission).
Les prochaines élections sénatoriales étaient prévues en septembre 2014 (soit dans un délai inférieur à un an), conformément à la Loi. Il ne fut donc pas procédé à une élection partielle et le siège est resté vacant jusqu'à la date du dit scrutin.
En janvier 2017, la Haute Autorité pour la transparence de la vie publique (HATVP) a annoncé  avoir saisi la justice concernant la déclaration du patrimoine de Louis-Constant Fleming.

## Hommages
L'hôpital de Saint-Martin porte aujourd'hui son nom, ainsi que de nombreuses rues.